# Jeffrey Meek
Pour les articles homonymes, voir Meek.
Jeffrey Meek ou Jeff Meek, né le 11 février 1959 à Fairfield en Californie, est un acteur, réalisateur et producteur américain.

## Biographie

### Jeunesse
Jeffrey Meek est le fils d'un militaire de l'US Air Force et d'une institutrice. Enfant, il a suivi les mutations de son père, le sergent-chef James Meek. Il a vécu à Fairfield en Californie, puis Deux-Ponts en Allemagne de l'Ouest et Marquette dans l'État du Michigan. En 1966, le grand frère de Jeffrey Meek, Jimmy Meek meurt d'un accident de la circulation routière.
En 1979, après le lycée, il part étudier l'art dramatique dans l'université de Irvine en Californie, ou il sort diplômé en 1983.

### Carrière
En 1984, il emménage à New York et fonde son propre groupe de rock, baptisé Crime avec Jaco Pastorius (bassiste), Derf Scratch et John Densmore (batteur). Toujours en 1984, sa carrière d'acteur débute quand il décroche le rôle de Quinn McCleary dans le soap C'est déjà demain. En 1986, il quitte la série pour se consacrer à d'autres rôles. Jeffrey Meek joue au cinéma notamment dans les films Johnny Belle Gueule (Johnny Handsome) ou Un ange de trop. En 1992, Jeffrey Meek devient connu pour son rôle de l'agent secret Jonathan Raven dans la série Raven avec Lee Majors. En 1993, la série s'arrête à la fin de la saison, faute d'audience.

## Arts martiaux
Afin de mieux connaître son corps, Jeffrey Meek commence en 1984, un entraînement d'aïkido avec le maître Kensho Furuya. En 1992, pour décrocher le rôle de Jonathan Raven, Jeffrey Meek s'entraîne aux arts martiaux avec Billy Blanks, le créateur de Tae Bo.

## Doublage
Pour la série Raven, Jeffrey Meek a été doublé par Bernard Bollet. Quant à la série Mortal Kombat: Conquest, ce sont les comédiens Pierre-François Pistorio pour Raiden et Benoît Allemane pour Shao Kahn qui ont doublé Jeffrey Meek.

## Filmographie

### Films
- L'Étranger du froid (Winter People) : Cole Campbell
- Johnny Belle Gueule : Earl
- Night of the Cyclone : Adam
- Un ange de trop : Graham
- The St. Tammany Miracle : Thomas Mullberry
- Timelock : Villum
- Vice : Taylor Williams
- Break a Leg : Barry Daniels

### Séries
- 1986 : C'est déjà demain : Quinn McCleary
- 1991 : L'Exilé : John Stone
- 1992-1993 : Raven : Jonathon Raven
- 1998-1999 : Mortal Kombat: Conquest : Raiden et Shao Kahn
- 1999 : Hercule : Vlad l'empaleur, saison 6, épisode 4[4]
- 2000 : Le Caméléon : agent Gerald Linden, saison 4, épisode 10
- 2002 : Charmed : Dane, Saison 4, épisodes 20 21
- 2011 : Esprits criminels : Robert Bremmer, saison 6, épisode 22
- 2006-2009 : As the World Turns : Craig Montgomery
- 2010 : 'The Glades : docteur Kattleman, saison 1, épisode 5
- 2013 : Castle : Ronald Hooper

### Téléfilms
- 2002 : D'une vie à l'autre : Jackie Furst
- Code Name Phoenix : Jake Randall
- Visioner : Philip Devlin
- Breaking the Surface: The Greg Louganis Story : Tom Barrett
- Dazzle : Tony Gabriel
- Mortal Kombat: Conquest : Raiden et Shao Kahn
- Raven: Return of the Black Dragons : Jonathan Raven
- The Brotherhood : Salvatore
- Remo Williams : Remo Williams
- 2013 : Taken : À la recherche de Sophie Parker (Taken: The Search for Sophie Parker) : Jimmy Devlin

### Documentaires
- 1996 : Douglas Fairbanks : la marque de Fairbanks, documentaire de Christophe Champclaux : témoignage